# Mijaíl Kuznetsov (aviador)
Mijaíl Vasílievich Kuznetsov (en ruso: Михаи́л Васи́льевич Кузнецо́в; Agarino, Imperio ruso, 7 de noviembre de 1913 – Moscú, Unión Soviética, 15 de diciembre de 1989) fue un as de la aviación soviético que combatió en las filas de la Fuerza Aérea Soviética durante la Segunda Guerra Mundial donde consiguió veintiún derribos (veinte en solitario y uno compartido). Durante la guerra recibió dos veces el título de Héroe de la Unión Soviética. Después de la guerra permaneció en la fuerza aérea hasta 1974 que se retiró. 

## Biografía

### Infancia y juventud
Mijaíl Kuznetsov nació el 7 de noviembre de 1913, en el seno de una familia rusa, en Agarino, una pequeña localidad rural en la gobernación de Tula —en esa época situada en el Imperio ruso, actualmente ubicada en el óblast de Moscú en Rusia— En 1921 se trasladó a la ciudad de Moscú donde completó su séptimo grado de escuela en 1930, después trabajó como electricista en una curtiduría hasta 1932. Desde entonces hasta que ingresó en el Ejército Rojo en julio de 1933 trabajó para el Komsomol del distrito de Kirovsky de la ciudad, donde ocupó el puesto de vicepresidente de una oficina de jóvenes pioneros, secretario de un comité universitario del Komsomol y secretario de un comité del Komsomol en una fábrica.
En diciembre de 1934, después de graduarse en la Escuela Militar de Pilotos Marinos y Observadores de Yeisk, fue asignado al 6.º Escuadrón de Aviación de Bombarderos Ligeros como piloto. Posteriormente fue trasferido al 106.º Escuadrón de Aviación de Cazas y en agosto de 1938 se convirtió en ayudante y comandante asistente de escuadrón en el 15.º Regimiento de Aviación de Cazas. En esa posición entró en combate durante la invasión soviética de Polonia y más tarde en la Guerra de Invierno contra Finlandia, durante la cual realizó numerosas misiones de combate a los mandos de un caza I-153, aunque no consiguió ninguna victoria aérea. Después de dejar el frente de guerra asistió a un entrenamiento para comandantes de escuadrón en Lípetsk.

### Segunda Guerra Mundial
Casi inmediatamente después de completar su entrenamiento para convertirse en comandante de escuadrón en junio de 1941, fue enviado con su regimiento para hacer frente a la invasión alemana de la Unión Soviética; antes de dejar la unidad en marzo de 1942 había sido ascendido a navegante; después de servir brevemente como subcomandante del 1.er Regimiento de Aviación de Cazas de Reserva, tomó el mando del 814.º Regimiento de Aviación de Cazas en junio de ese año. A pesar de ocupar el alto puesto de comandante de regimiento, con frecuencia realizaba misiones de combate y participó en varias batallas aéreas, lo que le permitió contabilizar suficientes derribos de enemigos para ser nominado para el título de Héroe de la Unión Soviética el 2 de agosto de 1943 por haber realizado, hasta ese momento, 245 salidas de combate, participado en 53 combates aéreos y conseguir diecisiete victorias aéreas en solitario.
También en agosto de 1943, su regimiento recibió la designación de guardias y pasó a llamarse 106.º Regimiento de Aviación de Cazas de la Guardia. Más tarde, el 22 de febrero de 1945, él y sus camaradas que volaban en un grupo de seis Yak-1 participaron en una intensa batalla aérea contra un gran grupo de FW-190 alemanes; Durante el enfrentamiento, Kuznetsov derribó personalmente a dos de ellos. En abril fue nominado para una segunda Estrella de Oro de Héroe de la Unión Soviética, que le fue concedida tras la rendición de la Alemania nazi.
A lo largo de la guerra luchó en los frentes de Noroeste, Leningrado, Kalinin, Oeste, Sudoeste, Primer Ucraniano y Tercer Ucraniano, participando en las batallas por Leningrado, los países bálticos, Kursk, Leópolis, Silesia, Berlín y Praga.Durante el conflicto, su unidad fue uno de los regimientos de combate de mayor rendimiento en la Fuerza Aérea Soviética, con un total de 296 aviones enemigos derribados además de dieciocho destruidos en tierra. Al final de la guerra, totalizó 344 salidas de combate, participó en 72 batallas aéreas, totalizando veinte derribos en solitario y uno compartido mientras volaba los cazas MiG-3, Yak-1, Hawker Hurricane y Yak-9. —Otras fuentes afirman que consiguió diecinueve derribos en solitario y cuatro compartidos—.
| Fecha                                                                              | Avión derribado                   | Lugar donde se estrelló el avión o batalla | Avión propio           |
| ---------------------------------------------------------------------------------- | --------------------------------- | ------------------------------------------ | ---------------------- |
| 20/08/1941                                                                         | Junkers Ju 88                     | al sureste de Vólosovo                     | Mikoyan-Gurevich MiG-3 |
| 25/08/1941                                                                         | dos Messerschmitt Bf 109          | Lisino                                     | Mikoyan-Gurevich MiG-3 |
| 25/08/1941                                                                         | Messerschmitt Bf 109              | Aeródromo Spasskaya Polist                 | Mikoyan-Gurevich MiG-3 |
| 07/09/1941                                                                         | Messerschmitt Bf 110 (compartido) | Lesieux                                    | Mikoyan-Gurevich MiG-3 |
| 10/10/1941                                                                         | Messerschmitt Bf 109              | Ofensiva de Tijvin                         | Mikoyan-Gurevich MiG-3 |
| 14/10/1941                                                                         | Junkers Ju 88                     | Cabo Osinovets                             | Mikoyan-Gurevich MiG-3 |
| 02/11/1941                                                                         | Junkers Ju 88                     | al oeste de Shlisselburg                   | Mikoyan-Gurevich MiG-3 |
| 02/08/1942                                                                         | Junkers Ju 88                     | Rzhev                                      | Hawker Hurricane       |
| 05/02/1943                                                                         | Junkers Ju 88                     | Maysky                                     | Yakovlev Yak-1         |
| 05/02/1943                                                                         | Heinkel He 111                    |                                            | Yakovlev Yak-1         |
| 06/02/1943                                                                         | Junkers Ju 87                     | afueras del este de Konstantínovka         | Yakovlev Yak-1         |
| 01/04/1943                                                                         | Focke-Wulf Fw 189                 | Chepel                                     | Yakovlev Yak-1         |
| 03/04/1943                                                                         | Dornier Do 215                    | Dmítriyevskaya                             | Yakovlev Yak-1         |
| 03/04/1943                                                                         | Messerschmitt Bf 109              | Malaya Kamyshevakha                        | Yakovlev Yak-1         |
| 17/07/1943                                                                         | dos Junkers Ju 87                 | al norte de Velikaya Kamyshevakha          | Yakovlev Yak-1         |
| 17/08/1943                                                                         | Focke-Wulf Fw 190                 | al sur de Dúbrovka                         | Yakovlev Yak-1         |
| 15/02/1945                                                                         | Focke-Wulf Fw 190                 | Wellersdorf                                | Yakovlev Yak-9         |
| 22/02/1945                                                                         | dos Focke-Wulf Fw 190             |                                            | Yakovlev Yak-9         |
| Total de aviones derribados: 20 + 1; salidas de combate: 344; batallas aéreas: 72. |                                   |                                            |                        |

### Posguerra
Después de la guerra permaneció al mando del 106.º Regimiento de Aviación de Cazas de la Guardia hasta julio de 1945 y luego, hasta febrero de 1946, se desempeñó como subcomandante de la 11.ª División de Aviación de Cazas de la Guardia; posteriormente asistió a la Academia de la Fuerza Aérea Gagarin en Mónino. En 1951, después de graduarse en  la academia, dirigió la Escuela de Pilotos de Aviación Militar de Chernígov donde permaneció hasta diciembre de 1955, durante los siguientes cuatro años dirigió la Décima Escuela de Aviación Militar. A principios de 1959 había sido ascendido al rango de mayor general.
Desde diciembre de 1959 hasta octubre de 1961 ocupó el puesto de subcomandante del 69.º Ejército Aéreo, tras lo cual se convirtió en subcomandante de la 37.ª Fuerza Aérea de Reserva.  donde permaneció hasta diciembre de 1969. Luego se desempeñó como subcomandante de la Fuerza Aérea del Distrito Militar de Moscú hasta que se retiró del ejército en febrero de 1974; En 1972 apareció en la revista soviética «Aviación y Cosmonáutica» en un artículo sobre sus hazañas en tiempos de guerra y su condición de general.
Después de retirarse de la fuerza aérea, trabajó como ingeniero sénior, jefe de sector y, finalmente, ingeniero principal en el Centro Científico Experimental para la Automatización del Control del Tráfico Aéreo. Finalmente se jubiló en 1988 y estableció su residencia en Moscú, donde murió el 15 de diciembre de 1989 y fue enterrado en el cementerio Troyekúrovskoye.

## Condecoraciones
A lo largo de su carrera militar, Mijaíl Kuznetsov recibió las siguientes condecoraciones
- Héroe de la Unión Soviética, dos veces (8 de septiembre de 1943 y 27 de junio de 1945)
- Orden de Lenin (8 de septiembre de 1943)
- Orden de la Bandera Roja, cuatro veces (26 de febrero de 1942, 28 de febrero de 1943, 24 de abril de 1945 y 3 de noviembre de 1953)
- Orden de Bohdán Jmelnitski de 2.do grado (23 de septiembre de 1943)
- Orden de la Guerra Patria de 1.er grado (11 de marzo de 1985)
- Orden de la Estrella Roja, dos veces (3 de diciembre de 1941 y 20 de junio de 1949)
- Orden de la Bandera Roja del Trabajo (22 de febrero de 1968)
- Medalla por el Servicio de Combate
- Medalla Conmemorativa por el Centenario del Natalicio de Lenin
- Medalla por la Defensa de Leningrado
- Medalla de la victoria sobre Alemania en la Gran Guerra Patriótica 1941-1945
- Medalla Conmemorativa del 20.º Aniversario de la Victoria en la Gran Guerra Patria de 1941-1945
- Medalla Conmemorativa del 30.º Aniversario de la Victoria en la Gran Guerra Patria de 1941-1945
- Medalla Conmemorativa del 40.º Aniversario de la Victoria en la Gran Guerra Patria de 1941-1945
- Medalla por la Conquista de Berlín
- Medalla por la Liberación de Praga
- Medalla de Veterano de las Fuerzas Armadas de la URSS
- Medalla por el Servicio de Combate
- Medalla del 30.º Aniversario de las Fuerzas Armadas de la URSS
- Medalla del 40.º Aniversario de las Fuerzas Armadas de la URSS
- Medalla del 50.º Aniversario de las Fuerzas Armadas de la URSS
- Medalla del 60.º Aniversario de las Fuerzas Armadas de la URSS
- Medalla del 70.º Aniversario de las Fuerzas Armadas de la URSS
- Medalla Conmemorativa del 800.º Aniversario de Moscú
- Medalla Conmemorativa del 250.º Aniversario de Leningrado